# Tarek Ghoul
Tarek Ghoul (ur. 6 stycznia 1975 w El Harrach) – algierski piłkarz grający na pozycji obrońcy.

## Kariera klubowa
Swoją karierę piłkarską Ghoul rozpoczął w klubie USM El Harrach. W 1993 roku zadebiutował w jego barwach w pierwszej lidze algierskiej. W 1996 roku odszedł do USM Algier. W sezonach 2001/2002, 2002/2003 i 2004/2005 wywalczył z nim trzy tytuły mistrza Algierii. Wraz z USM Algier zdobył również pięć Pucharów Algierii (1997, 1999, 2001, 2003, 2004).
W 2005 roku Ghoul odszedł do USM Blida. Następnie w sezonie 2005/2006 grał w MC Oran. Był też zawodnikiem MO Béjaïa, w którym w 2008 roku zakończył karierę.

## Kariera reprezentacyjna
W reprezentacji Algierii Ghoul zadebiutował w 1995 roku. W 1996 roku był w kadrze Algierii na Puchar Narodów Afryki 1996, jednak nie zagrał na nim ani razu. W 1998 roku został powołany do kadry na Puchar Narodów Afryki 1998. Na nim wystąpił we dwóch meczach: z Gwineą (0:1) i z Kamerunem (1:2). Od 1995 do 2003 rozegrał w kadrze narodowej 23 spotkania.